# 崇明城墙
崇明城墙，位于上海市崇明区城桥镇，是崇明县城的城墙。始建于1583年，1954年拆除。原址现为环城马路（南门路、东门路、西门路及北门路）。

## 历史
崇明城今址始于明万历十一年（1583年），1586年筑砖城，设有5座城门，分别为乐平门（东门）、南门迎熏门（南门）、庆成门（西门）、拱辰门（北门）、朝阳门（东南门）。1675年（清康熙十四年），东门更名春晖门、南门更名崇安门、西门更名镇海门、北门更名武定门、东南门更名百胜门。1954年起城墙陆续拆除，辟为环城马路。